# Paul John Hallinan
Paul John Hallinan (Painesville, 8 aprile 1911 – Atlanta, 27 marzo 1968) è stato un arcivescovo cattolico statunitense.

## Primi anni di vita e formazione
Monsignor Paul Edward Hallinan nacque a Painesville, Ohio, l'8 aprile 1911 da Clarence C. Hallinan e Rose Jane (nata Laracy). Tutti i suoi nonni provenivano dall'Irlanda. Dal 1924 al 1928 frequentò la Cathedral Latin School di Cleveland, dove lavorò come redattore dell'annuario. Studiò poi presso l'Università di Notre Dame in Indiana e nel 1932 conseguì un Bachelor of Arts in filosofia. Anche all'università collaborò nella redazione degli annuari e nelle vacanze estive lavorava per il Painesville Telegraph. Compì gli studi teologici per il sacerdozio al seminario "Santa Maria" di Cleveland.

## Ministero sacerdotale
Il 20 febbraio 1937 fu ordinato presbitero per la diocesi di Cleveland da monsignor Joseph Schrembs. Il suo primo incarico fu quello di curato della chiesa di San Luigi a Cleveland, che mantenne per cinque anni. Nel 1942 divenne cappellano militare nell'esercito e prestò servizio nel 542º reggimento ingegneri anfibi in Australia, Nuova Guinea e Filippine. Ottenne il grado di capitano, fu ferito in azione sull'isola di Biak e nel 1944 ricevette il Purple Heart.
Al suo ritorno in diocesi fu curato della cattedrale di San Giovanni dal 1945 al 1947 e direttore diocesano dei Newman Club dal 1947 al 1958. Usò il G.I. Bill, una legge che forniva una serie di benefici per il ritorno dei veterani della seconda guerra mondiale, per finanziare la sua istruzione universitaria. Nel 1953 conseguì un Master of Arts alla John Carroll University. Suo padre, morto nel 1955, visse gli ultimi tre anni della sua vita con Paul mentre egli era cappellano alla Western Reserve University. Dal 1952 al 1954 prestò servizio come cappellano nazionale della National Newman Club Federation. In questo periodo venne nominato monsignore.

## Vescovo di Charleston
Il 9 settembre 1958 papa Pio XII lo nominò vescovo di Charleston. Ricevette l'ordinazione episcopale il 28 ottobre successivo dall'arcivescovo Amleto Giovanni Cicognani, delegato apostolico negli Stati Uniti d'America, co-consacranti il vescovo di Cleveland Edward Francis Hoban e il vescovo ausiliare della stessa diocesi Edward Francis Hoban. Prese possesso della diocesi il 25 novembre 1958 con una celebrazione nella cattedrale di San Giovanni Battista a Charleston. Come motto episcopale scelse l'espressione "Ut diligatis invicem" che significa "che vi amiate gli uni gli altri" (Gv 15,12).
Riconosciuto come uno dei "principali sostenitori al Sud del liberalismo sociale e religioso", Hallinan divenne noto per la sua personale dedizione al movimento per i diritti civili degli afroamericani e alla causa dell'eguaglianza razziale. Nel febbraio del 1961 pubblicò una lettera pastorale nella quale scrisse "Con l'aumento delle tensioni razziali, la Chiesa deve parlare in modo chiaro. Per giustizia al nostro popolo, non si può abbandonare la leadership agli estremisti il cui unico credo è la paura e l'odio". Tuttavia, ritardò la piena integrazione razziale nelle istituzioni cattoliche della diocesi per paura della sicurezza degli studenti afroamericani. Spiegando questa decisione, affermò: "I cattolici rappresentano l'1,3% della popolazione del nostro Stato: se il pieno potere federale non è in grado di portarlo avanti, è difficile pensare che potremmo correre il rischio su alti principi morali, sarebbe una vittoria vuota se questa distruggesse il nostro sistema scolastico o facesse del male ai nostri figli".
Hallinan fu anche un sostenitore dell'ecumenismo e una volta scrisse: "Mai questo desiderio dell'unità cristiana è stato più evidente [...] Stiamo crescendo più consapevoli che lo Spirito Santo di Dio, meditando sul nostro mondo angosciato e sulla nostra divisa Cristianità, sta agitando ora le anime degli uomini in molti luoghi, fornendo la luce e forza senza l'unione rimane un sogno vuoto".

## Arcivescovo di Atlanta
Il 19 febbraio 1962 papa Giovanni XIII lo nominò arcivescovo metropolita di Atlanta. Prese possesso dell'arcidiocesi il 29 marzo successivo con una celebrazione nella cattedrale di Cristo Re ad Atlanta.
Durante i suoi sei anni da arcivescovo aprì diverse chiese e missioni, così come il John Lancaster Spalding Catholic Center all'Università della Georgia. Trasferì la St. Joseph's Boys Home da Washington ad Atlanta e lo trasformò nel Villaggio di San Giuseppe per ragazzi e ragazze. Fondò anche il The Georgia Bulletin, il settimanale dell'arcidiocesi. Nei suoi ultimi anni, fu assistito nel governo dell'arcidiocesi dal vescovo ausiliare Joseph Louis Bernardin, che in seguito sarebbe diventato arcivescovo di Chicago e cardinale.
Nel 1963 conseguì un dottorato di ricerca in storia alla Western Reserve University. La sua dissertazione era una biografia di monsignor Richard Gilmour, vescovo di Cleveland dal 1872 al 1891.

### Diritti civili
Continuando la sua difesa dei diritti civili anche ad Atlanta, il primo atto di monsignor Hallinan come arcivescovo fu quello di ordinare l'integrazione di tutte le istituzioni cattoliche sotto la sua giurisdizione. "Chiamare questa azione coraggiosa", disse a proposito della sua decisione, "è una riflessione su questa comunità, abbiamo deciso di muoverci in questo momento per desegregare le scuole arcidiocesane, in primo luogo perché è giusto, e in secondo luogo, perché un clima eccellente di opinione e azione esiste già qui". Invitò i preti e le suore a partecipare alle marce da Selma a Montgomery e incoraggiò i cattolici di Atlanta ad aprire i loro quartieri "così che i negri potessero esercitare il diritto di ogni americano di vivere dove vuole".
Nel 1964 fu uno dei quattro leader civici di Atlanta che sponsorizzarono un banchetto in onore di Martin Luther King dopo che aveva ricevuto il Premio Nobel per la pace. Lo elogiò definendolo "un pioniere di una nuova dinamica di pace, espressa nella formula, Camminerò in libertà, o Signore, perché cerco i tuoi precetti (Salmi 119, 45)"

### Concilio Vaticano II
Tra il 1962 e il 1965, monsignor Hallinan partecipò a tutte e quattro le sessioni del Concilio Vaticano II. Fu membro della commissione sulla sacra liturgia e divenne un importante sostenitore dell'uso del volgare nella messa. Descrisse Sacrosanctum Concilium, la costituzione conciliare sulla liturgia, come "un voto contro le vecchie idee [...] che apre la strada a tutto il resto". In uno dei suoi ultimi discorsi, disse: "Attraverso la sacra costituzione sulla liturgia, stiamo ora emergendo da un periodo di fissità e rigidità che era innaturale nella vita della Chiesa". Fece amicizia con menti progressiste come Hans Küng e il cardinale Léon-Joseph Suenens. Nel luglio del 1964 pubblicò un opuscolo intitolato "How to Understand Changes in the Liturgy", che fu distribuito negli Stati Uniti e all'estero. In seguito servì come presidente del comitato per la liturgia della Conferenza dei vescovi cattolici degli Stati Uniti e come membro e poi come presidente della Commissione internazionale sull'inglese nella liturgia.
Sostenne il cauto approccio di papa Paolo VI al rinnovamento interno nella Chiesa, dicendo: "Abbiamo bisogno di un freno per la sicurezza, se ci muoviamo troppo in fretta potremmo non avere il tempo di comunicare correttamente con il nostro clero e i nostri laici". Nel tentativo di accrescere il ruolo dei laici nella Chiesa, nominò più di 125 laici uomini e donne in posizioni ecclesiastiche. Convocò anche il primo congresso dei laici nell'arcidiocesi.
Fu membro del consiglio di amministrazione dell'Università Cattolica d'America di Washington e si oppose alla rimozione del teologo liberale Charles Curran.

### Guerra del Vietnam
A differenza del cardinale Francis Joseph Spellman, monsignor Hallinan fu uno strenuo oppositore della guerra del Vietnam. In una conferenza di studio dei chierici e dei laici preoccupati per il Vietnam (CALCAV), dichiarò: "La nostra coscienza e la nostra voce devono essere sollevate contro la ferocia e il terrore della guerra". Nell'agosto del 1967, fu uno dei quattro vescovi cattolici americani che approvarono la campagna "Negotiation Now!" per porre fine alla guerra.

## Malattia e morte
Monsignor Hallinan contrasse l'epatite al suo ritorno dalla seconda sessione del Concilio Vaticano II, nel dicembre del 1963. Fu ricoverato in ospedale per quasi sette mesi e non riacquistò mai completamente la salute, soffrendo di ricorrenti attacchi della malattia per il resto della sua vita. Morì di epatite nella sua residenza di Atlanta il 27 marzo 1968 all'età di 57 anni. È sepolto nell'Arlington Memorial Park di Sandy Springs, in Georgia.

## Genealogia episcopale e successione apostolica
La genealogia episcopale è:
- Cardinale Scipione Rebiba
- Cardinale Giulio Antonio Santori
- Cardinale Girolamo Bernerio, O.P.
- Arcivescovo Galeazzo Sanvitale
- Cardinale Ludovico Ludovisi
- Cardinale Luigi Caetani
- Cardinale Ulderico Carpegna
- Cardinale Paluzzo Paluzzi Altieri degli Albertoni
- Papa Benedetto XIII
- Papa Benedetto XIV
- Papa Clemente XIII
- Cardinale Marcantonio Colonna
- Cardinale Giacinto Sigismondo Gerdil, B.
- Cardinale Giulio Maria della Somaglia
- Cardinale Carlo Odescalchi, S.I.
- Cardinale Costantino Patrizi Naro
- Cardinale Lucido Maria Parocchi
- Papa Pio X
- Cardinale Gaetano De Lai
- Cardinale Raffaele Carlo Rossi, O.C.D.
- Arcivescovo Amleto Giovanni Cicognani
- Arcivescovo Paul John Hallinan

La successione apostolica è:
- Cardinale Joseph Louis Bernardin (1966)

## Araldica
| Stemma | Titolare                                  | Descrizione |
|        | Paul John Hallinan Arcivescovo di Atlanta | Secondo la tradizione araldica ecclesiastica dei paesi anglosassoni, lo stemma del vescovo è impalato con quello della diocesi a simboleggiare la relazione tra l'uomo e l'ufficio che ricopre. A destra vi è lo stemma dell'arcidiocesi, a destra quello dell'arcivescovo. Atlanta è nota come "crocevia del sud", a causa delle ferrovie convergenti che davano alla città un certo risalto. Divenne nel tempo capolinea orientale della ferrovia occidentale che collegava la Georgia settentrionale con il fiume Tennessee. Originariamente chiamata Whitehall, poi Terminus e Marthasville dal 1843, il Parlamento statale acconsentì finalmente ai desideri della ferrovia e accettò il nome di Atlanta nel 1847, dedicando la città all'Oceano Atlantico. Nello stemma dell'arcidiocesi l'oceano Atlantico è rappresentato dalle barre ondulate bianche e blu, l'equivalente araldico delle onde del mare. Le barre sono sette a simboleggiare i Sette Sacramenti. La corona di Cristo Re denota il titolo della chiesa cattedrale, il Re Eterno il cui sacrificio salvifico sulla croce è rinnovato ogni giorno nel santo sacrificio della messa. Sopra la corona è posta la rosa cherokee, il fiore di Stato della Georgia, come si addice a un'arcidiocesi situata nella capitale. La rosa cherokee è un fiore bianco con il centro giallo. La corona di Cristo Re secondariamente rappresenta la corona di re Giorgio II di Gran Bretagna, al cui nome è stata intitolata la Georgia. Le barre ondulate blu e bianche possono anche simboleggiare le colline ondulate dei Monti Blue Ridge ma, cosa più importante, questi sono i colori della Vergine Maria. Lo stemma della famiglia irlandese Hallinan consiste in un campo d'argento decorato con una quercia verde con le radici scoperte e una corona d'oro in mezzo al fogliame. Lo stemma di monsignor Hallinan è differenziato dall'aggiunta di una spada d'oro per onorare San Paolo, il patrono battesimale dell'arcivescovo, e da due cuori rossi, presenti sullo stemma del venerato cardinale John Henry Newman, per onorare il titolare della Fondazione Newman della Western Reserve University, dove l'arcivescovo prestava servizio come cappellano al momento della sua elevazione all'episcopato. L'albero dello stemma degli Hallinan ha più che un interesse passeggero in quanto il nonno e il padre dell'arcivescovo erano entrambi vivaisti. O'Hallinan deriva dal gaelico "Hailgheanain", scritto in vari modi O'Hallinaine, O'Hallinan, Hallinan, Hallanan e Halnan. Il cognome deriva da "Ailgheanan", il diminutivo di "Ailghean", che significa "nobile progenie". È un vecchio cognome diffuso principalmente nelle contee di Cork e Limerick. Il motto "Ut Diligatis Invicem" si traduce come "Che vi amiate gli uni gli altri". Il testo integrale di questo versetto recita: "Questo è il mio comandamento, che vi amiate gli uni gli altri" (Giovanni 15, 12), una parte del discorso che Gesù fece agli apostoli nell'ultima cena. Dietro lo stemma sono posti la croce arcivescovile in oro con doppia traversa, la mitra e il pastorale. Sopra lo scudo vi è un galero con dieci nappe su ogni lato in quattro file, tutte in verde. Il colore del cappello pontificio e il numero e il colore delle nappe erano segni del grado di prelato, un'usanza che è ancora conservata nell'araldica ecclesiastica. |